# Bricindera
Bricindera (en griego, Βρικίνδηρα) es el nombre de una antigua ciudad griega de la isla de Rodas.
Fue miembro de la Liga de Delos puesto que aparece mencionada en los registros de tributos a Atenas de los años 429/8, 421/0 —donde pagó un phoros de un talento— y 415/4 a. C. Es mencionada también en un mimo de Herodas, autor de obras de teatro del siglo III a. C.